# 亚伯拉罕橡树圣三一修道院
31°31′59″N 35°06′00″E / 31.533°N 35.100°E

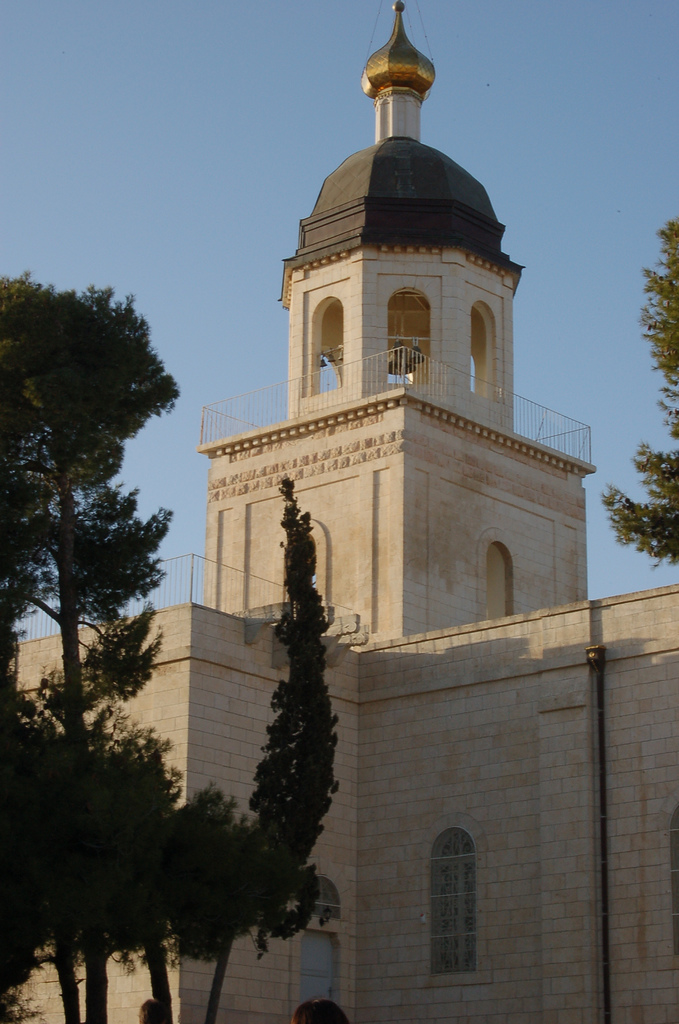
圣三一修道院

亚伯拉罕橡树圣三一修道院（俄语：Троицкий монастырь и храм св. Праотцев в Хевроне）是巴勒斯坦希伯伦的一座俄罗斯正教会修道院，建于20世纪，位于古代幔利橡树原址。19世纪間，俄国教会收购了这块土地，后来扩大。该修道院长期由俄罗斯正教会域外教会管理，直到1997年巴勒斯坦當局将其移交與莫斯科俄罗斯正教会。

## 外部連結
- The Oak of Mamre（页面存档备份，存于） - Orthodox Wiki
- Троицкий монастырь и храм св. Праотцев в ХевронеArchive.today的存檔，存档日期2012-12-09 - a report in LiveJournal.